# Вакараш Віктор Михайлович
Ві́ктор Миха́йлович Вака́раш (нар. 8 вересня 1957, м. Синжерея, Молдова) — український політик.
З 24 березня 2014 — директор Господарсько-фінансового департаменту Секретаріату Кабінету Міністрів України.

## Освіта
Освіта повна вища, у 1985 році закінчив Київський інститут народного господарства ім. Д. С. Коротченка, у 2003 році — Українську академію державного управління при Президентові України, отримав кваліфікацію економіста, магістра державного управління.
Кандидат економічних наук.

## Трудова діяльність
Трудову діяльність розпочав у 1975 році токарем на цукровому комбінаті.
Служба у лавах Радянської Армії (1975–1981 роках).
Від 1981 до 1989 року працював на інженерних та керівних посадах в апараті Міністерства будівництва УРСР.
З вересня 1989 до квітня 2005 року працював на посадах заступника та першого заступника голови Радянської та Шевченківської районних у м. Києві державних адміністраціях.
З квітня 2005 року до липня 2006 року — начальник головного управління житлово-комунального господарства Київської міської державної адміністрації.
З липня 2006 по травень 2009 року — перший заступник Київської обласної державної адміністрації.
В.о. голови Київської обласної державної адміністрації 20 травня 2009 — 17 вересня 2009.
Голова Київської обласної державної адміністрації 17 вересня 2009 — 18 березня 2010.

## Нагороди та звання
Заслужений будівельник України. Орден «За заслуги» III (травень 2005), II (серпень 2008), I ступенів (2018).
Державний службовець 1-го рангу.